# '04 Summer Vacation in SMTOWN.com
《'04 Summer Vacation in SMTOWN.com》은 대한민국의 연예기획사 SM 엔터테인먼트 소속의 가수들이 모여 제작한 여덟 번째 앨범이자 세 번째 여름앨범이다. 2005년 초에 데뷔했던 그룹 동방신기와 훗날 다나, 지연과 함께 4인조 여성그룹 천상지희의 멤버가 되는 선데이, 스테파니가 새롭게 참여하였다.

## 참여 아티스트(SMTOWN)
- 솔로가수(추가열, 유영진, 문희준, 강타, 서현진, 유수영, 보아)
- 플라이 투 더 스카이(환희, 브라이언)
- 블랙 비트(이소민, 황상훈, 정지훈, 장진영, 심재원)
- 이삭N지연(이삭, 지연), 다나, 선데이, 스테파니
- 동방신기(최강창민, 유노윤호)

## 수록곡
| #            | 제목                                                         | 작사           | 작곡                 | 편곡           | 재생 시간 |
| ------------ | ------------------------------------------------------------ | -------------- | -------------------- | -------------- | --------- |
| 1.           | 〈Hot Mail (여름편지)〉 (SM TOWN)                            | 켄지           | 켄지                 | 켄지           | 3:58      |
| 2.           | 〈Drive〉 (동방신기)                                         | 박창현         | 박창현               |                | 4:12      |
| 3.           | 〈Lollipop〉 (보아)                                          | 켄지           | 켄지                 | 켄지           | 3:24      |
| 4.           | 〈미쳐가나봐〉 (강타)                                        | 이윤재         | 이윤재               | 송광식         | 4:23      |
| 5.           | 〈Summer in Love〉 (플라이 투 더 스카이)                     | 김석현         | 박기완               | 박기완         | 3:25      |
| 6.           | 〈해주고싶은 얘기〉 (이삭N지연)                              | 박창현         | 박창현               |                | 4:01      |
| 7.           | 〈바램 (Fight Till The End)〉 (다나, 지연, 선데이, 스테파니) | 에릭, 김영후   | 김영후, William Pyon | 김영후, 박창현 | 3:39      |
| 8.           | 〈Only For You〉 (문희준)                                    | 김동현         | 박성수               | 박성수         | 3:21      |
| 9.           | 〈Through The Forest〉 (동방신기)                            | 켄지, 이윤재   | 켄지, 이윤재         | 켄지           | 3:48      |
| 10.          | 〈Just One〉 (문희준, 강타, 이삭N지연)                       | 이상백         | 박해문               | 박해문         | 3:46      |
| 11.          | 〈That's the Way〉 (유영진)                                  | 박기완         |                      |                | 3:44      |
| 12.          | 〈Don't Tell Me〉 (블랙 비트)                                | 김태훈         | 황성제               | 황성제         | 3:17      |
| 13.          | 〈Baby Come Tonight〉 (다나)                                 | 05             | 한재호, 김승수       | 한재호, 김승수 | 2:55      |
| 14.          | 〈Time After Time (꿈속에서)〉 (슈)                          | 박기완, 김석현 | 박기완               | 박기완         | 3:22      |
| 15.          | 〈Rainy Day〉 (추가열)                                       | 추가열         | 추가열               | 추가열         | 3:21      |
| 16.          | 〈Midnight Parade〉 (보아)                                   |                | BOUNCEBACK           | AKIRA          | 4:19      |
| 총 재생 시간 | 총 재생 시간                                                 | 총 재생 시간   | 총 재생 시간         | 총 재생 시간   | 58:55     |

- 〈바램〉은 다나의 2003년 발표된 두 번째 정규앨범 《남겨둔 이야기》에 수록되었던 곡이다.
- 〈Midnight Parade〉원곡은 보아의 세 번째 일본 정규앨범 《LOVE & HONESTY》에 수록되었던 곡이다.